# Heinrich Wefing (Journalist)
Heinrich Wefing (* 1965 in Darmstadt) ist ein deutscher politischer Journalist, Architekturkritiker und Buchautor.

## Leben
Wefing wuchs in Hamburg auf. Er studierte Rechtswissenschaft und Kunstgeschichte in Bonn und Freiburg und wurde 1994 mit einer Arbeit über Parlamentsarchitektur zum Dr. iur. promoviert.
1995 hospitierte er in der politischen Redaktion der Hamburger Wochenzeitung Die Zeit, anschließend im Feuilleton der Frankfurter Allgemeine Zeitung (FAZ). 1996 trat er in die Feuilletonredaktion der FAZ ein. Von 1997 bis 2001 war er deren Kulturkorrespondent in Berlin. Von 2002 bis 2004 berichtete er für die FAZ aus San Francisco von der amerikanischen Westküste; seine Erfahrungen veröffentlichte er 2005 in der »Gebrauchsanweisung«-Reihe des Piper Verlags. 2004 bis 2007 leitete Wefing das Feuilleton-Büro der FAZ in Berlin. 2008 kehrte er nach Hamburg zurück und ist Mitglied der politischen Redaktion, zunächst war Wefing  für die Meinungsseiten verantwortlich, seit 2010 als Stellvertretender Leiter für das Politikressort der Zeit.
Seit 2018 ist er Co-Ressortleiter Politik der Zeit, zunächst zusammen mit Bernd Ulrich, dann mit Elisabeth Raether und Marc Brost, seit 2022 mit Tina Hildebrandt. Seit März 2020 gehört er zum Moderatorenteam des Zeit-Podcasts Das Politikteil.
Er gehört zu den Initiatoren der Charta der Digitalen Grundrechte der Europäischen Union, die Ende November 2016 veröffentlicht wurde.
Wefing ist verheiratet und hat zwei Kinder.

## Auszeichnungen (Auswahl)
- 1998: Kritikerpreis der Bundesarchitektenkammer
- 2000: Helmut-Sontag-Preis des Deutschen Bibliotheksverbandes (zusammen mit Thomas Steinfeld)
- 2005: Journalistenpreis Politik und Kultur des Deutschen Kulturrats[5]
- 2006: BDA-Preis für Architekturkritik (zusammen mit Dieter Bartetzko)
- 2007: Journalistenpreis des Deutschen Nationalkomitees für Denkmalschutz
- 2016: Theodor-Wolff-Preis in der Kategorie „Meinung“
- 2020: Deutscher Reporter:innenpreis in der Kategorie Bestes Interview zusammen mit Holger Stark für das Interview Herr Leyendecker, haben Sie einen Informanten erfunden und damit eine Staatsaffäre ausgelöst?[6]

## Veröffentlichungen (Auswahl)
- Parlamentsarchitektur. Zur Selbstdarstellung der Demokratie in ihren Bauwerken. Eine Untersuchung am Beispiel des Bonner Bundeshauses. Duncker & Humblot, Berlin 1995, ISBN 3-428-08380-6.
- mit Andreas Muhs (Fotografien): Der Neue Potsdamer Platz. Ein Kunststück Stadt. be.bra-Verlag, Berlin-Brandenburg 1998, ISBN 3-930863-42-1
- Kulisse der Macht. Das Berliner Kanzleramt. Deutsche Verlags-Anstalt, Stuttgart/München 2001, ISBN 3-421-05420-7.
- Peichl/Achatz/Schumer: Münchner Kammerspiele, Neues Haus. Edition Menges, Stuttgart/London 2002, ISBN 3-930698-43-9
- Gebrauchsanweisung für Kalifornien. Piper, München/Zürich 2008, ISBN 3-492-27538-9.
- mit Bettina Hintze: Die besten Einfamilienhäuser in der Stadt. Deutschland – Österreich – Schweiz. Callwey, Stuttgart 2009, ISBN 978-3-7667-1786-3.
- Der Fall Demjanjuk. Der letzte große NS-Prozess. Beck, München 2011, ISBN 978-3-406-60583-3.
- mit Marc Brost: Geht alles gar nicht. Warum wir Kinder, Liebe und Karriere nicht vereinbaren können. Rowohlt, Reinbek bei Hamburg 2015. ISBN 978-3-498-00415-6.

Herausgeber
- „Dem Deutschen Volke“. Der Bundestag im Berliner Reichstagsgebäude. Bouvier, Bonn 1999, ISBN 3-416-02839-2.
- Thomas van den Valentyn: Architektur. König, Köln 2003, ISBN 3-88375-375-0.